# フィート
フィート、フート（計量法上の表記）またはフット（複: feet、単: foot）は、ヤード・ポンド法における長さの単位である。様々な定義が存在したが、現在では「国際フィート」が最もよく用いられており、正確に 0.3048 mである。1フィートは12インチであり、3フィートが1ヤードである。
日本では、他のヤード・ポンド法の単位と同様、限定した使用範囲に限り、当分の間、法定計量単位として使用することができる。　
フィート（英: sonic-feet）は、オルガンで音の高さを表す単位として使うこともある。

## フィート、フート、フット
英語での単数形は foot（フートまたはフット）である。日本の計量法の体系では、「フット」の語が用いられることはなく、「フート又はフィート」と定められている。これは、JIS規格などにおいても同じである（例えば、JIS Z 8000-3「量及び単位−第3部：空間及び時間」における、「フート」、「平方フート」、「立方フート」、「フート毎秒」、「フート毎秒毎秒」）。
漢字では呎と書くことがある。
"one foot" のように英語では単数形を用いる場合にも、日本語ではフィートの語を用いることが多い。本項においては法定上の名称以外では、便宜上、統一して「フィート」を用いる。
なお、計量法体系において、同一の計量単位に2つの名称を許している計量単位は、パスカルとニュートン毎平方メートルのように固有の名称と単位を持つものを除くと、この「フート、フィート」のみである（組立単位である平方フート・平方フィート、フート重量ポンド・フィート重量ポンドなどはある）。

## 単位記号
単位記号は日本の計量法上は、 ft のみを使うことができる。米国では、′（プライム）を用いることがある。例えば 30′ は30フィートを意味する。プライム記号は、分の単位記号であるので紛らわしく使用しない方がよい。プライム記号の代わりに ’（アポストロフィ）が用いられることもある。″（ダブルプライム）がインチを表すので、5′1″ は5フィート1インチの意味となる。

## 歴史
本来、フィートは足の大きさに由来する身体尺であるとされている。feet/foot は足を意味する単語である。ヨーロッパのほぼ全ての文化で、足の長さを基準とする長さの単位が使われていた。足の長さを使用した長さの基準で最も古いものは、シュメールに見られる。その長さは、紀元前2575年ごろのラガシュの支配者グデアの像によって知ることができる。
国際フィートは、古代ギリシャ時代にエジプトで使われていたフィートを変更して作られた、ローマ帝国で採用されたより大きなフィートに由来する。

## 国際フィート
度量衡の標準化の過程でいくつかの異なる長さのフィートが使用されてきた。最もよく使われてきたのは、イギリスのフィート（約 0.304798967 m）とアメリカのフィート（約 0.3048006096 m〈#測量フィート〉）であった。英フィートに対して米フィートは、約5.39×10-6だけ大きい。測定精度の向上により、この差が無視できなくなったので、1958年に両国とカナダ、オーストラリア、ニュージーランド、南アフリカの6ヶ国が協定を締結し、その長さを1959年7月1日以降、正確に 0.3048 メートルと定めた。これが国際フィート（英語: International foot）と呼ばれているものである。
国際フィートは上記の6カ国以外においても、航空分野などの特殊な分野で今でも使われている。このため日本国内においても計量法附則第5条によって、当分の間、法定計量単位とみなすこととしている。詳細は、ヤード・ポンド法#日本における使用を参照。

## 測量フィート
1959年に国際フィートが定められた後も、アメリカ合衆国では従来のフィートは米国測量フィート（英語: U.S. survey foot）と名付けられ、2022年12月末までアメリカ合衆国内の測地測量に使われ続けた。これは、アメリカ沿岸測地測量局（英語: US Coast and Geodetic Survey、現：アメリカ国立測地測量局) の測地測量の成果を1959年以降も継続して使用していたためである。
米国測量フィートは、1893年以降、正確に 1200 / 3937 メートル（約 0.304800609601219 m）と定義されている。このような定義になったのは、アメリカが1866年にメートルを最初に導入した際に、メートルを基準にしてフィートを定義するのではなく、フィートを基準にしてメートルを次のように定義したためである。
定義：1 メートル = 39.37 インチ（正確に）
1フィート = 12インチであることから、1 メートル = 39.37 ×{\displaystyle {\frac {1}{12}}}フィート = {\displaystyle {\frac {3937}{1200}}}フィート
したがって、1 測量フィート = {\displaystyle {\frac {1200}{3937}}}メートル = 約 0.304800609601219 m となる。
国際インチは正確に 0.0254 メートルなので、国際フィートは測量フィートの正確に 0.999 998 倍である（0.999 998 = 0.0254 × 39.37）。すなわち、次の関係がある。
- (国際フィート = 0.3048 m) × 1 000 000 = (測量フィート = 1200/3937 m) × 999 998 = 304 800 m

つまり、1 000 000国際フィートの長さ（304.8 km）を、測量フィートで測り取ると、正確に 2測量フィート分だけ少ないことになる。
なお、ヤードはフィートの正確に3倍であるが、測量フィートに対応する「測量ヤード」というものはない。これは、米国の測地測量においては、測量マイル、測量フィート、ロッド、チェーン、リンクのみが使用され、ヤードという単位は決して使用されることがないためである（en:Furlong#Conversion to SI units）。

### 米国測量フィートの廃止
2019年10月にアメリカ国立測地測量局とアメリカ国立標準技術研究所は測量フィート・測量マイルを廃止する方針を発表し、2022年12月31日をもって測量フィート・測量マイルの使用を取りやめ、2023年1月1日より国際フィート・国際マイルに統一された。
ただし、1983年北米測地基準（英: North American Datum of 1983、NAD 83）とen:North American Vertical Datum of 1988（NAVD 88）に代わる、2022年に構築される予定であった新しい国家空間座標系（en:National Spatial Reference System、NSRS）が遅延しており、2025年まではNSRS上では使われることになる。

### インドの測量フィート
インドにおいてもアメリカ合衆国と同様の事情により、インド国内での測地測量のために、インド測量フィート（英語: Indian survey foot）が残されている。1インド測量フィートは正確に 0.3047996 m である。
イギリスでは1936年以来、メートルで測地測量を実施していたのでアメリカ、インドのような問題は生じておらず、1959年以降は国際フィートのみを使用している。

## 日本語での表記
東洋の尺貫法における尺（日: 約 0.303 03 m、中: 約 0.333 33 m）も、フィートとほぼ同じ長さとなっている。そのため、フィートを表すために作られた漢字は「尺」に基づく「呎」であり、中国ではフィートのことを「英尺」と呼んでいる。
1 foot のように英語では単数形を用いる場合にも、日本語では「フィート」を用いることが多い。foot を日本語で表記する際に、「足」の意味で使われている場合は「フット」、長さの単位として使われている場合は「フィート」と慣習的に書き分けている。

## 用途

### 貨物
輸送コンテナの大きさはフィートを基準としていたため、ISO 668ではメートル換算して規格化している。

### 船舶
海上コンテナは横幅が8 ftを基本としているため、コンテナ船などの貨物スペースはフィートに合わせた寸法で設計している。

### 航空
航空交通管制で、航空機の飛行高度を表すためにフィートが世界的に使われる。
航空管制以外の日常生活や商取引では、アメリカ合衆国など一部の国に限られるが、アメリカ合衆国が世界的に大きな影響力を持っている関係上、日本を始めとするメートル法を採用している国でも用途や対象を限定してフィートの使用を認めている。なお、中国、北朝鮮、モンゴル、ロシアおよびCIS各国では、航空管制においてメートルが使用されている。具体的には、日本の計量法は、フィートを含むヤード・ポンド法による計量単位を、「1）航空機の運航に関する取引又は証明　2）航空機による運送に関する取引又は証明　3）航空機及び航空機用機器並びにこれらの部品に関する取引又は証明、の3つについては当分の間、法定計量単位とみなす。」としている。
ユニット・ロード・デバイスもフィートを基準に設計されている。
同様に航空燃料の単位にもポンドが使われている。

### スポーツの競技場
- 野球場における公認野球規則に基づく全ての距離・寸法規定はフィートとインチ表記である。塁間の距離は90フィート、投手板から本塁までの距離は60フィート6インチ、ホームプレート（ストライクゾーン）の横幅は1.4166…フィート（17インチ）などがある。
- バスケットボールコート（英語版）は、FIBAではミリメートルで、NBAではフィートでそのサイズを規定している。
  - FIBA：コートは、28 000 mm×15 000 mm[24]。
  - NBA：コートは94×50フィート、制限区域は19×12フィート、フリースローの距離は15フィート、リングの高さは10フィート。スリーポイントフィールドゴールの距離はさまざまな規定がある[25]。
- テニスコートは、ダブルスの場合は78×36フィートで、シングルスの場合は78×27フィートの部分のみを使用する。ネットポストの高さは3.5フィート、ネット中央の高さは3フィート。

### 模型
スケールモデルでは1フィートを1ラインに縮小した1/144スケールが普及している。

## 俗説
フィートの長さは、ヘンリー1世の足の長さであるという俗説がある。ヘンリー1世の足の長さは12インチであったという。ヘンリー1世は、この長さをもってイングランドにおける長さの基準とした。
しかし、現代のヨーロッパ人男性の足の長さの平均は約9.4インチ（24センチメートル）であり、イギリス人男性1,000人のうち996人は足の長さが12インチ未満である。一般的な男性の足の長さよりも1フィートが長くなっている理由として最も有力なものは、元となったヘンリー1世の足の長さは裸足で測られたのではなく、靴か何かをはいた状態で測ったものである、というものである。足の長さを使って敷地の長さなどを測ることを考えると、裸足で歩測することは考えにくく、靴を履いて行うものと考えられるからである。

## 組立単位
- 平方フィート
- 立方フィート
- フィート毎秒
- TEU